# Caso intransitivo
En gramática , el caso intransitivo ( abreviado intr ), también denominado caso pasivo o caso paciente , es un caso gramatical utilizado en algunas lenguas para marcar el argumento de un verbo intransitivo , pero no utilizado con verbos transitivos . Generalmente se ve en lenguas que muestran morfologías nominales tripartitos ; contrasta con los casos nominativo y absolutivo empleados en la morfosintaxis de otras lenguas para marcar el argumento de las cláusulas intransitivas.